# Erna Orzeł
Erna Orzeł (ur. 13 marca 1914 w Chorzowie; zm. 4 lipca 1961 w Wałbrzychu) – polska lekkoatletka (uprawiała biegi płotkarskie, skok wzwyż), wielokrotna medalistka i mistrzyni Polski. Trener lekkoatletyczny.

## Życiorys
Specjalizowała się w biegach płotkarskich; na 50 metrów przez płotki oraz na 80 m, biegała również w sztafecie. Uprawiała także skok wzwyż, a uzyskany wynik (1,43) w 1935 podczas mistrzostw Polski był halowym rekordem kraju. Zawodniczka Stadionu Królewska Huta, Stadionu Chorzów, KPW Katowice.
Na mistrzostwach Polski seniorów na otwartym stadionie zdobyła sześć medali; w tym jeden złoty, cztery srebrne oraz jeden brązowy. 
Zdobywczyni cztery medale na halowych mistrzostwach Polski, w tym dwóch złotych w skoku wzwyż, jednego srebrnego w biegu na 50 m przez płotki oraz w sztafecie 4 × 50 metrów.
Po zakończeniu kariery sportowej pracowała jako trener w  Górniku Wałbrzych.

## Rekordy życiowe
- skok wzwyż (stadion) – 1,41 (14 lipca 1935, Kraków)
- skok wzwyż (hala) – 1,43 (2 lutego 1935, Przemyśl) – halowy rekord Polski
- bieg na 80 m przez płotki – 12,3 (29 września 1935, Beuthen)[1]